# Liste des joueurs du Racing Jet Wavre
Cette liste reprend les 339 joueurs de football qui ont évolué au Racing Jet Wavre depuis la fondation du club.
Date de mise à jour des joueurs et de leurs statistiques : 14 décembre 2012
- Haut – A
- B
- C
- D
- E
- F
- G
- H
- I
- J
- K
- L
- M
- N
- O
- P
- Q
- R
- S
- T
- U
- V
- W
- X
- Y
- Z

## A
| Joueur            | Nationalité | Position          | Date de naissance | Période(s)           | Matches (dont D1) | Buts | Jaunes | Rouges |
| ----------------- | ----------- | ----------------- | ----------------- | -------------------- | ----------------- | ---- | ------ | ------ |
| Nadir Abdelali    | Belgique    | ?                 | 4/08/1983         | 2008-2009            | 22 (0)            | 1    | 7      | 0      |
| Ismaël Abdellali  | Algérie     | ?                 | 4/07/1971         | 1988-1989            | 27 (0)            | 2    | 2      | 0      |
| Sunday Adedeji    | Belgique    | ?                 | 27/08/1975        | 1988-1989            | 2 (0)             | 0    | 0      | 0      |
| Stéphane Adriaens | Belgique    | ?                 | 13/02/1960        | 1980-1988, 1989-1991 | 119 (33)          | 0    | 12     | 0      |
| Omar Amellal      | Belgique    | milieu            | 6/01/1992         | 2012-...             | 38 (0)            | 6    | 0      | 0      |
| Jean Arnolis      | Belgique    | Milieu de terrain | 29/06/1946        | 1968-1969            | 0 (0)             | 0    | 0      | 0      |
| Hicham Azmani     | Belgique    | ?                 | 6/12/1970         | 1989-1992            | 14 (0)            | 5    | 0      | 0      |
| Ange Asseau       | Belgique    | Attaquant         | 16/01/1995        | 2015-...             | 1 (0)             | 0    | 0      | 0      |

## B
| Joueur                    | Nationalité     | Position          | Date de naissance | Période(s) | Matches (dont D1) | Buts | Jaunes | Rouges |
| ------------------------- | --------------- | ----------------- | ----------------- | ---------- | ----------------- | ---- | ------ | ------ |
| Christophe Badjou         | Belgique        | ?                 | 4/04/1973         | 1990-1991  | 0 (0)             | 0    | 0      | 0      |
| Alain Balis               | Belgique        | ?                 | 16/12/1966        | 1993-1998  | 135 (0)           | 18   | 21     | 5      |
| Alain Barbier             | Belgique        | ?                 | 2/12/1968         | 1994-1995  | 6 (0)             | 0    | 0      | 0      |
| Roberto Barbosa           | Belgique        | ?                 | 31/03/1960        | 1989-1992  | 29 (0)            | 2    | 4      | 0      |
| Jozef Barmoš              | Tchécoslovaquie | Défenseur         | 28/08/1954        | 1985-1989  | 116 (66)          | 0    | 5      | 1      |
| Giacomo Basile            | Belgique        | ?                 | 5/09/1994         | 2012-...   | 0 (0)             | 0    | 0      | 0      |
| Fabrice Beelen            | Belgique        | ?                 | 6/10/1973         | 1998-1999  | 24 (0)            | 6    | 3      | 0      |
| Roland Beelen             | Belgique        | ?                 | 19/04/1948        | 1976-1977  | 0 (0)             | 0    | 0      | 0      |
| Ali Bellali               | Belgique        | ?                 | 14/04/1972        | 1996-1997  | 13 (0)            | 1    | 3      | 0      |
| Mickaël Belle             | Belgique        | ?                 | 18/08/1976        | 1995-1996  | 6 (0)             | 0    | 0      | 0      |
| Abdelouahed Ben Kacem     | Belgique        | ?                 | 29/12/1965        | 2002-2003  | 19 (0)            | 0    | 2      | 0      |
| Ahmed Ben Kadi            | Belgique        | ?                 | 28/08/1969        | 2000-2001  | 23 (0)            | 14   | 3      | 0      |
| Farid Benfredj            | Belgique        | ?                 | 20/01/1973        | 1993-1994  | 0 (0)             | 0    | 0      | 0      |
| Chris Benoit              | Belgique        | ?                 | 1/06/1965         | 1987-1988  | 0 (0)             | 0    | 0      | 0      |
| Jamil Benouahi            | Maroc           | ?                 | 30/03/1979        | 1998-1999  | 6 (0)             | 0    | 0      | 0      |
| Olivier Bilwani-Muntomosi | Belgique        | ?                 | 9/11/1972         | 2000-2001  | 24 (0)            | 12   | 5      | 0      |
| Vincent Bodart            | Belgique        | ?                 | 28/04/1970        | 1991-1992  | 1 (0)             | 0    | 0      | 0      |
| Guy Bogaerts              | Belgique        | ?                 | 8/09/1954         | 1984-1987  | 1 (0)             | 0    | 0      | 0      |
| Stefan Bollen             | Belgique        | Gardien de but    | 3/04/1968         | 1992-1993  | 11 (0)            | 0    | 1      | 0      |
| László Bölöni             | Roumanie        | Milieu de terrain | 11/03/1953        | 1987-1989  | 32 (16)           | 3    | 2      | 0      |
| Philippe Bonfond          | Belgique        | ?                 | 27/08/1964        | 1984-1993  | 95 (12)           | 6    | 13     | 0      |
| Maxime Boogaerts          | Belgique        | ?                 | 15/03/1995        | 2012-...   | 0 (0)             | 0    | 0      | 0      |
| Antoine Boreux            | Belgique        | ?                 | 3/10/1990         | 2009-2010  | 26 (0)            | 1    | 3      | 2      |
| Alain Botteldoorn         | Belgique        | ?                 | 15/08/1962        | 1980-1981  | 0 (0)             | 0    | 0      | 0      |
| Maxime Bourguignon        | Belgique        | ?                 | 8/09/1986         | 2008-2010  | 48 (0)            | 3    | 9      | 1      |
| Johan Bracke              | Belgique        | ?                 | 4/06/1966         | 1988-1989  | 14 (0)            | 0    | 1      | 0      |
| Vincent Brillant          | Belgique        | ?                 | 4/11/1977         | 1994-1998  | 51 (0)            | 0    | 0      | 2      |
| Geoffrey Brion            | Belgique        | Gardien de but    | 25/11/1972        | 1998-2003  | 148 (0)           | 0    | 2      | 0      |
| Quentin Bruynseels        | Belgique        | ?                 | 17/11/1991        | 2012-...   | 0 (0)             | 0    | 0      | 0      |
| Quentin Bulinckx          | Belgique        | ?                 | 23/06/1990        | 2008-2010  | 14 (0)            | 2    | 0      | 0      |
| Jonathan Bultiau          | Belgique        | ?                 | 25/11/1981        | 2009-2010  | 28 (0)            | 1    | 5      | 0      |
| Didier Burkhardt          | Belgique        | ?                 | 8/06/1971         | 1991-1998  | 148 (0)           | 1    | 12     | 0      |

## C
| Joueur               | Nationalité | Position          | Date de naissance | Période(s)           | Matches (dont D1) | Buts | Jaunes | Rouges |
| -------------------- | ----------- | ----------------- | ----------------- | -------------------- | ----------------- | ---- | ------ | ------ |
| Martin Callaerts     | Belgique    | ?                 | 25/03/1955        | 1980-1984            | 0 (0)             | 0    | 0      | 0      |
| Mathieu Calozet      | Belgique    | ?                 | 11/02/1985        | 2002-2008            | 12 (0)            | 0    | 0      | 0      |
| Olivier Carette      | Belgique    | ?                 | 31/12/1967        | 1984-1988            | 29 (21)           | 5    | 2      | 1      |
| Cédric Carignano     | Belgique    | ?                 | 5/11/1981         | 1999-2000            | 0 (0)             | 0    | 0      | 0      |
| Christophe Carignano | Belgique    | ?                 | 30/05/1984        | 2001-2003            | 5 (0)             | 0    | 0      | 0      |
| Géo Carvalho         | Brésil      | Attaquant         | 13/07/1932        | 1970-1972            | 0 (0)             | 0    | 0      | 0      |
| Olivier Cesaraccio   | Belgique    | ?                 | 25/11/1970        | 1990-1993            | 1 (0)             | 0    | 0      | 0      |
| Yasser Chalal        | Belgique    | ?                 | 21/06/1993        | 2012-...             | 0 (0)             | 0    | 0      | 0      |
| Gregory Chapelle     | Belgique    | ?                 | 5/12/1978         | 1996-1998            | 1 (0)             | 0    | 0      | 0      |
| Tareck Chbati        | Belgique    | ?                 | 1/10/1979         | 1998-2003            | 131 (0)           | 22   | 12     | 1      |
| Patrick Clabots      | Belgique    | ?                 | 22/01/1962        | 1982-1983            | 0 (0)             | 0    | 0      | 0      |
| Benjamin Clercq      | Belgique    | ?                 | 19/08/1990        | 2009-2010            | 3 (0)             | 0    | 0      | 0      |
| Léon Close           | Belgique    | ?                 | 20/08/1931        | 1962-1967            | 0 (0)             | 0    | 0      | 0      |
| Marc Cneudt          | Belgique    | ?                 | 23/02/1957        | 1982-1983            | 0 (0)             | 0    | 0      | 0      |
| Jean-Paul Colonval   | Belgique    | ?                 | 2/02/1940         | 1971-1975            | 0 (0)             | 0    | 0      | 0      |
| Antoine Coly         | Sénégal     | ?                 | 25/04/1964        | 1986-1987            | 10 (10)           | 1    | 0      | 0      |
| Paul Cordeiro        | Belgique    | ?                 | 24/11/1975        | 1997-1998            | 17 (0)            | 0    | 1      | 0      |
| Michel Corneillie    | Belgique    | ?                 | 8/11/1966         | 1991-1992            | 16 (0)            | 1    | 1      | 1      |
| Joël Crahay          | Belgique    | Milieu de terrain | 14/07/1962        | 1988-1990            | 33 (0)            | 0    | 3      | 0      |
| Olivier Crasson      | Belgique    | Gardien de but    | 7/11/1969         | 1991-1992            | 4 (0)             | 0    | 0      | 0      |
| Marc Cuvelier        | Belgique    | ?                 | 5/04/1955         | 1978-1981            | 0 (0)             | 0    | 0      | 0      |
| Francis Cuypers      | Belgique    | Gardien de but    | 28/10/1947        | 1979-1981            | 0 (0)             | 0    | 0      | 0      |
| Vincent Cuyvers      | Belgique    | ?                 | 10/05/1977        | 1999-2000, 2001-2002 | 53 (0)            | 5    | 2      | 0      |

## D
| Joueur                  | Nationalité | Position          | Date de naissance | Période(s)           | Matches (dont D1) | Buts | Jaunes | Rouges |
| ----------------------- | ----------- | ----------------- | ----------------- | -------------------- | ----------------- | ---- | ------ | ------ |
| Paul Dacquin            | Belgique    | ?                 | 10/06/1954        | 1979-1986            | 8 (7)             | 0    | 0      | 0      |
| Christian Daffe         | Belgique    | Défenseur         | 28/01/1950        | 1975-1977, 1979-1980 | 0 (0)             | 0    | 0      | 0      |
| Michel Daniels          | Belgique    | ?                 | 6/07/1961         | 1979-1980            | 0 (0)             | 0    | 0      | 0      |
| Sebastien Dantinnes     | Belgique    | ?                 | 16/07/1980        | 2000-2003            | 15 (0)            | 1    | 0      | 0      |
| Marino D'Arcangelo      | Belgique    | ?                 | 14/04/1973        | 1998-2003            | 122 (0)           | 18   | 22     | 2      |
| Peter Davies            | Belgique    | ?                 | 24/08/1955        | 1981-1983            | 0 (0)             | 0    | 0      | 0      |
| Christophe De Boosere   | Belgique    | ?                 | 27/08/1982        | 2008-2009            | 4 (0)             | 0    | 0      | 0      |
| Marc De Bruyn           | Belgique    | ?                 | 12/11/1959        | 1978-1979            | 0 (0)             | 0    | 0      | 0      |
| Stefan De Coninck       | Belgique    | ?                 | 16/07/1967        | 1997-1998            | 4 (0)             | 3    | 0      | 0      |
| Rene-Makunda De Cooman  | Belgique    | ?                 | 7/08/1985         | 2008-2009            | 13 (0)            | 0    | 0      | 0      |
| Luc De Coster           | Belgique    | ?                 | 2/11/1958         | 1982-1983            | 0 (0)             | 0    | 0      | 0      |
| Luc De Greef            | Belgique    | ?                 | 13/02/1963        | 1979-1981            | 0 (0)             | 0    | 0      | 0      |
| Philippe De Groef       | Belgique    | ?                 | 29/09/1970        | 1986-1987            | 0 (0)             | 0    | 0      | 0      |
| Jean-Paul De Grumbcor   | Belgique    | ?                 | 22/06/1963        | 1979-1984            | 0 (0)             | 0    | 0      | 0      |
| Antony De Marzio        | Belgique    | ?                 | 6/08/1981         | 1998-1999            | 0 (0)             | 0    | 0      | 0      |
| Alain De Nil            | Belgique    | Milieu de terrain | 17/08/1966        | 1996-1997            | 29 (0)            | 5    | 6      | 0      |
| William De Ruyck        | Belgique    | ?                 | 2/11/1951         | 1974-1982            | 55 (0)            | 6    | 0      | 0      |
| John De Schrijver       | Belgique    | ?                 | 7/07/1945         | 1979-1981            | 0 (0)             | 0    | 0      | 0      |
| Bart De Valck           | Belgique    | ?                 | 4/01/1975         | 1996-1997            | 4 (0)             | 0    | 0      | 0      |
| Daniel De Win           | Belgique    | ?                 | 9/12/1959         | 1979-1980            | 0 (0)             | 0    | 0      | 0      |
| Pierre-Alexandre Decrem | Belgique    | ?                 | 20/03/1989        | 2009-2010            | 11 (0)            | 3    | 0      | 0      |
| Benoit Degryse          | Belgique    | ?                 | 17/07/1978        | 1994-2001            | 86 (0)            | 3    | 7      | 0      |
| Laurent Degryse         | Belgique    | ?                 | 17/07/1978        | 1995-1996            | 1 (0)             | 0    | 0      | 0      |
| Cedric Dejonckheere     | Belgique    | ?                 | 15/11/1980        | 2002-2003            | 15 (0)            | 0    | 3      | 0      |
| Vincent Dekeersmaeker   | Belgique    | ?                 | 16/08/1980        | 1997-1998            | 6 (0)             | 0    | 0      | 0      |
| Michaël Delcampe        | Belgique    | ?                 | 8/02/1972         | 1995-1996            | 10 (0)            | 1    | 0      | 0      |
| Frédéric Delooz         | Belgique    | ?                 | 20/10/1971        | 1994-1995            | 8 (0)             | 0    | 0      | 0      |
| Laurent Delorge         | Belgique    | Milieu de terrain | 21/07/1979        | 1995-1998            | 47 (0)            | 12   | 5      | 0      |
| Michel Delph            | Belgique    | ?                 | 23/10/1977        | 2002-2003            | 12 (0)            | 1    | 1      | 0      |
| Christophe Delvoye      | Belgique    | ?                 | 24/10/1978        | 1995-1997            | 2 (0)             | 0    | 0      | 0      |
| Luc Demeurisse          | Belgique    | ?                 | 20/06/1953        | 1974-1985            | 15 (15)           | 0    | 0      | 0      |
| Guy Demey               | Belgique    | ?                 | 4/06/1960         | 1983-1988            | 52 (24)           | 13   | 1      | 0      |
| Hugues Déom             | Belgique    | ?                 | 15/02/1965        | 1990-1991            | 16 (0)            | 2    | 2      | 0      |
| Vincent Dequenne        | Belgique    | ?                 | 8/04/1966         | 1998-2001            | 85 (0)            | 11   | 3      | 0      |
| Selman Derven           | Belgique    | ?                 | 18/02/1969        | 1985-1986            | 0 (0)             | 0    | 0      | 0      |
| Philippe Desmedt        | Belgique    | ?                 | ?                 | 1966-1967            | 0 (0)             | 0    | 0      | 0      |
| Christophe Dessy        | Belgique    | ?                 | 8/03/1966         | 1983-1997            | 68 (28)           | 1    | 9      | 1      |
| Patrice Detienne        | Belgique    | ?                 | 21/05/1966        | 1990-1992            | 51 (0)            | 0    | 2      | 0      |
| Maxime Detraux          | Belgique    | ?                 | 6/02/1978         | 1995-2002            | 2 (0)             | 0    | 0      | 0      |
| Jeremie Devillers       | Belgique    | ?                 | 18/11/1983        | 2000-2010            | 36 (0)            | 5    | 3      | 1      |
| Anthony Di Marzio       | Belgique    | ?                 | 8/08/1981         | 1997-1998            | 3 (0)             | 0    | 0      | 0      |
| Remy Di Nolfo           | Belgique    | ?                 | 11/11/1982        | 2009-2010            | 24 (0)            | 6    | 8      | 1      |
| Anthony Dimarzio        | Belgique    | ?                 | 6/08/1981         | 2002-2003            | 1 (0)             | 0    | 1      | 0      |
| Henri Diricx            | Belgique    | Défenseur         | 7/07/1927         | 1962-1966            | 0 (0)             | 0    | 0      | 0      |
| Guillaume Dorange       | Belgique    | Gardien de but    | 25/03/1985        | 2009-2010            | 14 (0)            | 0    | 2      | 1      |
| Peter Druppel           | Belgique    | ?                 | 8/03/1971         | 1991-1993            | 2 (0)             | 0    | 0      | 0      |
| Damien Dumont           | Belgique    | ?                 | 14/10/1979        | 1997-2000            | 13 (0)            | 0    | 0      | 0      |
| Frédéric Durvaux        | Belgique    | ?                 | 19/12/1979        | 1997-2001            | 83 (0)            | 0    | 6      | 1      |

## E
| Joueur             | Nationalité | Position | Date de naissance | Période(s) | Matches (dont D1) | Buts | Jaunes | Rouges |
| ------------------ | ----------- | -------- | ----------------- | ---------- | ----------------- | ---- | ------ | ------ |
| Redouane El Ghabri | Belgique    | ?        | 8/01/1986         | 2009-2010  | 0 (0)             | 0    | 0      | 0      |
| Grégory Électeur   | Belgique    | ?        | 7/02/1984         | 2002-2010  | 29 (0)            | 2    | 10     | 0      |
| Kenneth Ellis      | Belgique    | ?        | 29/05/1948        | 1972-1973  | 0 (0)             | 0    | 0      | 0      |
| Frédéric Empain    | Belgique    | ?        | 4/02/1973         | 1991-1998  | 53 (0)            | 11   | 8      | 0      |
| Jo Engelborghs     | Belgique    | ?        | 28/09/1971        | 1996-1997  | 19 (0)            | 0    | 1      | 0      |
| Oscar Everaert     | Belgique    | ?        | 20/08/1957        | 1979-1989  | 63 (34)           | 0    | 5      | 0      |
| Thomas Evrard      | Belgique    | ?        | 7/12/1979         | 1997-1998  | 2 (0)             | 0    | 0      | 0      |

## F
| Joueur              | Nationalité | Position  | Date de naissance | Période(s) | Matches (dont D1) | Buts | Jaunes | Rouges |
| ------------------- | ----------- | --------- | ----------------- | ---------- | ----------------- | ---- | ------ | ------ |
| Abdelouahed Fakhar  | Belgique    | ?         | 3/06/1974         | 1998-1999  | 22 (0)            | 0    | 1      | 0      |
| Christophe Falempin | Belgique    | ?         | 22/05/1980        | 1997-1998  | 1 (0)             | 0    | 0      | 0      |
| Pape Codou Fall     | Belgique    | ?         | 10/02/1974        | 1995-1996  | 6 (0)             | 0    | 0      | 0      |
| Jamal Faouzi        | Belgique    | ?         | 8/05/1966         | 1998-1999  | 15 (0)            | 4    | 0      | 1      |
| Jérémy Fareneau     | Belgique    | ?         | 17/07/1988        | 2008-2010  | 53 (0)            | 15   | 4      | 0      |
| Giuseppe Farese     | Italie      | ?         | 5/06/1975         | 1991-1993  | 9 (0)             | 1    | 0      | 0      |
| Mario Fasano        | Belgique    | Défenseur | 8/10/1973         | 2012-...   | 0 (0)             | 0    | 0      | 0      |
| Ronald Ferguson     | Belgique    | ?         | 9/02/1957         | 1980-1986  | 59 (31)           | 22   | 0      | 0      |
| Dirk Fluyt          | Belgique    | ?         | 8/08/1961         | 1982-1983  | 0 (0)             | 0    | 0      | 0      |
| Olivier Focan       | Belgique    | ?         | 18/07/1981        | 1997-1998  | 1 (0)             | 0    | 0      | 0      |
| Fiorenzo Fortemps   | Belgique    | ?         | 12/12/1993        | 2012-...   | 0 (0)             | 0    | 0      | 0      |
| Pierre Frenay       | Belgique    | ?         | 17/05/1959        | 1983-1985  | 0 (0)             | 0    | 0      | 0      |

## G
| Joueur                     | Nationalité | Position | Date de naissance | Période(s) | Matches (dont D1) | Buts | Jaunes | Rouges |
| -------------------------- | ----------- | -------- | ----------------- | ---------- | ----------------- | ---- | ------ | ------ |
| Jean-Luc Gabrielli         | Belgique    | ?        | 13/12/1970        | 1992-1993  | 2 (0)             | 0    | 0      | 0      |
| Silverio Garcia Martin     | Belgique    | ?        | 11/05/1951        | 1976-1980  | 0 (0)             | 0    | 0      | 0      |
| Juan Garcia-Raya           | Belgique    | ?        | ?                 | 1980-1981  | 0 (0)             | 0    | 0      | 0      |
| Rainer Gebauer             | Belgique    | ?        | 24/08/1951        | 1980-1982  | 0 (0)             | 0    | 0      | 0      |
| Damien Gece                | Belgique    | ?        | 24/09/1971        | 1991-1993  | 6 (0)             | 0    | 1      | 0      |
| Bernard Geebelen           | Belgique    | ?        | 7/07/1957         | 1983-1989  | 151 (98)          | 19   | 6      | 1      |
| Giuseppe Gentile           | Belgique    | ?        | 21/04/1988        | 2008-2009  | 15 (0)            | 3    | 6      | 0      |
| John Geurs                 | Belgique    | ?        | 8/03/1984         | 2002-2010  | 17 (0)            | 6    | 2      | 0      |
| Patrick Ghislain           | Belgique    | ?        | 29/08/1965        | 1986-1988  | 29 (29)           | 2    | 1      | 0      |
| André Gilisen              | Belgique    | ?        | 5/07/1965         | 1992-1995  | 72 (0)            | 5    | 8      | 2      |
| Grégory Gillet             | Belgique    | ?        | 30/06/1979        | 1995-1998  | 25 (0)            | 0    | 3      | 1      |
| Olivier Goffin             | Belgique    | ?        | 19/09/1970        | 1989-1990  | 4 (0)             | 0    | 0      | 0      |
| Roger Gofflot              | Belgique    | ?        | 16/12/1971        | 1999-2002  | 69 (0)            | 0    | 5      | 0      |
| Lorenzo Gonzales Fernandez | Belgique    | ?        | 13/09/1993        | 2012-...   | 0 (0)             | 0    | 0      | 0      |
| Jan Goyvaerts              | Belgique    | ?        | 22/08/1960        | 1981-1987  | 91 (63)           | 41   | 1      | 0      |
| James Grattan              | Belgique    | ?        | 30/11/1958        | 1979-1981  | 0 (0)             | 0    | 0      | 0      |
| Christophe Gregorzewski    | Belgique    | ?        | 5/09/1971         | 2002-2003  | 28 (0)            | 18   | 3      | 0      |
| Abdelwahab Guerni          | Belgique    | ?        | 22/07/1967        | 1984-1985  | 0 (0)             | 0    | 0      | 0      |
| Adama Gueye                | Belgique    | ?        | 29/12/1972        | 1993-1997  | 86 (0)            | 40   | 18     | 1      |
| Fatih Gursever             | Belgique    | ?        | 8/01/1984         | 2012-...   | 0 (0)             | 0    | 0      | 0      |

## H
| Joueur                     | Nationalité | Position | Date de naissance | Période(s) | Matches (dont D1) | Buts | Jaunes | Rouges |
| -------------------------- | ----------- | -------- | ----------------- | ---------- | ----------------- | ---- | ------ | ------ |
| Simon Heerinckx            | Belgique    | ?        | 6/02/1985         | 2008-2009  | 0 (0)             | 0    | 0      | 0      |
| Frank Hendrickx            | Belgique    | ?        | 20/12/1962        | 1979-1980  | 0 (0)             | 0    | 0      | 0      |
| Kris Hendrickx             | Belgique    | ?        | 2/02/1970         | 1995-1997  | 45 (0)            | 0    | 7      | 1      |
| Yannick Henseval           | Belgique    | ?        | 20/11/1984        | 2002-2003  | 7 (0)             | 0    | 2      | 0      |
| Frank Heremans             | Belgique    | ?        | 8/01/1959         | 1981-1986  | 28 (1)            | 2    | 3      | 0      |
| Kjell Hermans              | Belgique    | ?        | 19/05/1973        | 1990-1996  | 105 (0)           | 18   | 4      | 1      |
| Éric Heymans               | Belgique    | ?        | 24/02/1952        | 1974-1979  | 0 (0)             | 0    | 0      | 0      |
| Jean-François Hochstenbach | Belgique    | ?        | 11/01/1979        | 1996-1997  | 2 (0)             | 0    | 0      | 0      |
| Gilles Hodiamont           | Belgique    | ?        | 4/09/1982         | 2001-2003  | 20 (0)            | 0    | 1      | 0      |
| Thomas Holden              | Belgique    | ?        | 10/02/1952        | 1979-1981  | 0 (0)             | 11   | 0      | 0      |
| Thierry Hollands           | Belgique    | ?        | 6/05/1978         | 1997-1998  | 5 (0)             | 0    | 0      | 0      |
| Pascal Horion              | Belgique    | ?        | 31/10/1962        | 1998-2001  | 52 (0)            | 1    | 4      | 2      |
| Robert Hosker              | Belgique    | ?        | 27/05/1955        | 1979-1988  | 53 (31)           | 3    | 1      | 0      |
| Adjimon Thomas Hounhoui    | Belgique    | ?        | 22/12/1987        | 2008-2009  | 28 (0)            | 1    | 2      | 1      |
| Maxime Huyse               | Belgique    | ?        | 24/11/1989        | 2012-...   | 0 (0)             | 0    | 0      | 0      |

## I
| Joueur                   | Nationalité | Position | Date de naissance | Période(s) | Matches (dont D1) | Buts | Jaunes | Rouges |
| ------------------------ | ----------- | -------- | ----------------- | ---------- | ----------------- | ---- | ------ | ------ |
| Jorge Iglesias-Rodriguez | Belgique    | ?        | 15/10/1983        | 2008-2010  | 49 (0)            | 0    | 16     | 2      |
| Jean-Marc Imbert         | Belgique    | ?        | 17/12/1956        | 1981-1988  | 59 (34)           | 10   | 1      | 0      |
| Yves Istas               | Belgique    | ?        | 16/12/1962        | 1979-1980  | 0 (0)             | 0    | 0      | 0      |

## J
| Joueur               | Nationalité | Position       | Date de naissance | Période(s)           | Matches (dont D1) | Buts | Jaunes | Rouges |
| -------------------- | ----------- | -------------- | ----------------- | -------------------- | ----------------- | ---- | ------ | ------ |
| Abdelahad Jallal     | Belgique    | ?              | 16/04/1984        | 2002-2003            | 12 (0)            | 0    | 1      | 0      |
| Peter Janecka        | Belgique    | ?              | 25/11/1957        | 1987-1989            | 46 (20)           | 15   | 0      | 0      |
| Roland Janssen       | Belgique    | ?              | 30/09/1958        | 1987-1989            | 25 (0)            | 6    | 2      | 0      |
| Jean-Pierre Janssens | Belgique    | ?              | 16/09/1937        | 1969-1971            | 0 (0)             | 0    | 0      | 0      |
| Eddy Jaspers         | Belgique    | ?              | 15/04/1956        | 1986-1988, 1989-1991 | 75 (30)           | 7    | 6      | 0      |
| Jean-Luc Jonckheere  | Belgique    | ?              | 15/02/1966        | 1982-1988, 1989-1992 | 96 (17)           | 2    | 7      | 1      |
| Guy Jongbloed        | Belgique    | Gardien de but | 3/09/1969         | 1997-1998            | 0 (0)             | 0    | 0      | 0      |

## K
| Joueur             | Nationalité | Position          | Date de naissance | Période(s) | Matches (dont D1) | Buts | Jaunes | Rouges |
| ------------------ | ----------- | ----------------- | ----------------- | ---------- | ----------------- | ---- | ------ | ------ |
| Hicham Karama      | Belgique    | ?                 | 19/09/1972        | 2002-2003  | 11 (0)            | 0    | 1      | 0      |
| Abdelaziz Karkache | Belgique    | ?                 | 17/03/1965        | 1998-1999  | 24 (0)            | 9    | 3      | 1      |
| Moslem Khani       | Belgique    | ?                 | 3/12/1955         | 1988-1989  | 1 (0)             | 0    | 0      | 0      |
| Guy Kiala          | Belgique    | ?                 | 16/04/1969        | 1997-1998  | 14 (0)            | 0    | 3      | 1      |
| Jean Kindermans    | Belgique    | Milieu de terrain | 10/08/1964        | 1989-1995  | 129 (0)           | 26   | 21     | 0      |
| Frans Kuterna      | Belgique    | Milieu de terrain | 23/04/1949        | 1979-1981  | 0 (0)             | 0    | 0      | 0      |

## L
| Joueur                | Nationalité | Position       | Date de naissance | Période(s)           | Matches (dont D1) | Buts | Jaunes | Rouges |
| --------------------- | ----------- | -------------- | ----------------- | -------------------- | ----------------- | ---- | ------ | ------ |
| Olivier Labyoit       | Belgique    | ?              | 19/01/1973        | 1990-2001            | 44 (0)            | 18   | 1      | 0      |
| Steven Lamin          | Belgique    | ?              | 10/06/1971        | 1992-1994            | 20 (0)            | 1    | 1      | 0      |
| Claude Langlet        | Belgique    | ?              | 31/01/1940        | 1964-1967            | 0 (0)             | 0    | 0      | 0      |
| Mohamed Lashaf        | Belgique    | ?              | 7/10/1967         | 1989-2000            | 48 (0)            | 17   | 2      | 1      |
| Bruno Laurent         | Belgique    | ?              | 23/08/1978        | 1995-1997            | 2 (0)             | 0    | 0      | 0      |
| Jean-Michel Lecloux   | Belgique    | ?              | 29/04/1958        | 1988-1990            | 31 (0)            | 4    | 3      | 0      |
| Romuald Lecocq        | Belgique    | ?              | 9/09/1986         | 2008-2010            | 45 (0)            | 17   | 5      | 1      |
| Maxime Legrand        | Belgique    | ?              | 6/05/1987         | 2008-2010            | 46 (0)            | 5    | 5      | 0      |
| Francis Lemmens       | Belgique    | ?              | 3/09/1954         | 1983-1985            | 6 (6)             | 0    | 0      | 0      |
| Stéphane Lemmens      | Belgique    | Gardien de but | 9/10/1968         | 1987-1989            | 32 (2)            | 0    | 0      | 0      |
| Olivier Lenaers       | Belgique    | ?              | 9/08/1974         | 1994-1996            | 19 (0)            | 0    | 1      | 0      |
| Jonathan Lenglez      | Belgique    | ?              | 16/12/1987        | 2008-2010            | 17 (0)            | 3    | 1      | 0      |
| Jacques Lerat         | Belgique    | ?              | 21/08/1969        | 1987-1995            | 112 (2)           | 10   | 6      | 0      |
| Raymond Lesage        | Belgique    | ?              | 21/08/1964        | 1981-1988, 1989-1990 | 18 (1)            | 1    | 3      | 0      |
| Pierre-Yves Letier    | Belgique    | ?              | 14/05/1973        | 1991-1996            | 140 (0)           | 3    | 6      | 1      |
| Michaël Llopis-Iborra | Belgique    | ?              | 14/01/1982        | 2001-2002            | 12 (0)            | 2    | 1      | 0      |
| Stefan Logist         | Belgique    | ?              | 14/02/1969        | 1986-1995            | 87 (1)            | 0    | 10     | 1      |
| Dimitri Loquet        | Belgique    | ?              | 4/09/1978         | 1995-2002            | 45 (0)            | 7    | 3      | 0      |
| Patrick Luanghy       | Belgique    | ?              | 11/09/1976        | 2002-2003            | 17 (0)            | 7    | 2      | 0      |

## M
| Joueur                  | Nationalité | Position          | Date de naissance | Période(s) | Matches (dont D1) | Buts | Jaunes | Rouges |
| ----------------------- | ----------- | ----------------- | ----------------- | ---------- | ----------------- | ---- | ------ | ------ |
| Christophe Mahieu       | Belgique    | ?                 | 20/09/1971        | 1996-1997  | 13 (0)            | 0    | 2      | 0      |
| Benoit Mailleux         | Belgique    | Gardien de but    | 26/01/1960        | 1989-1990  | 14 (0)            | 0    | 1      | 0      |
| Chris Makengo           | Belgique    | ?                 | 13/04/1969        | 1991-1993  | 49 (0)            | 1    | 4      | 0      |
| Geza José Maklary       | Belgique    | ?                 | 10/01/1963        | 1980-1981  | 0 (0)             | 0    | 0      | 0      |
| Sébastien Maligieri     | Belgique    | ?                 | 18/04/1982        | 2002-2003  | 17 (0)            | 0    | 4      | 0      |
| Thomas Manga            | Belgique    | ?                 | 4/03/1985         | 2008-2009  | 3 (0)             | 0    | 1      | 0      |
| Manuel Marchand         | Belgique    | ?                 | 13/10/1980        | 1997-1998  | 1 (0)             | 0    | 0      | 0      |
| Ivan Marchandise        | Belgique    | Défenseur         | 23/02/1967        | 1993-1995  | 5 (0)             | 0    | 0      | 0      |
| Benito Marchetto        | Belgique    | ?                 | 21/11/1973        | 1995-1997  | 36 (0)            | 5    | 4      | 0      |
| Dariusz Marciniak       | Belgique    | ?                 | 30/10/1966        | 1993-1994  | 5 (0)             | 0    | 0      | 0      |
| Olivier Marques-Y-Soria | Belgique    | ?                 | 20/01/1978        | 2001-2002  | 30 (0)            | 7    | 3      | 0      |
| Frédéric Marteaux       | Belgique    | ?                 | 16/01/1971        | 1995-1996  | 24 (0)            | 8    | 2      | 0      |
| Yves Marti              | Belgique    | ?                 | 2/09/1962         | 1980-1987  | 0 (0)             | 0    | 0      | 0      |
| Yves Martin             | Belgique    | ?                 | 18/07/1955        | 1974-1981  | 0 (0)             | 0    | 0      | 0      |
| Jorge Martínez          | Belgique    | ?                 | 7/02/1981         | 1997-1999  | 4 (0)             | 0    | 0      | 0      |
| Maurilio Martins        | Belgique    | ?                 | 21/11/1962        | 1989-1990  | 14 (0)            | 1    | 3      | 1      |
| Anthony Masini          | Belgique    | ?                 | 19/12/1977        | 2000-2003  | 78 (0)            | 0    | 1      | 3      |
| Roger Mayunga           | Belgique    | ?                 | 27/01/1959        | 1976-1979  | 0 (0)             | 0    | 0      | 0      |
| Rob Mc Donald           | Belgique    | ?                 | 22/01/1959        | 1987-1988  | 0 (0)             | 3    | 0      | 0      |
| Freddy Meba- Alona      | Belgique    | ?                 | 6/03/1968         | 1994-1995  | 29 (0)            | 13   | 1      | 0      |
| Miguel Mendez-Sobotka   | Belgique    | ?                 | 13/09/1985        | 2008-2009  | 18 (0)            | 1    | 1      | 0      |
| Mario Mendoza           | Belgique    | ?                 | 26/01/1968        | 1997-1998  | 15 (0)            | 1    | 5      | 0      |
| Christian Meskens       | Belgique    | ?                 | 27/09/1975        | 1999-2000  | 10 (0)            | 0    | 0      | 0      |
| Charles Meys            | Belgique    | ?                 | 14/05/1964        | 1983-1984  | 0 (0)             | 0    | 0      | 0      |
| Bruno Meyskens          | Belgique    | ?                 | 9/12/1961         | 1982-1984  | 20 (0)            | 0    | 0      | 0      |
| David Michel            | Belgique    | ?                 | 4/01/1975         | 1998-2002  | 86 (0)            | 1    | 18     | 4      |
| Esily Mosango-Mbokuyo   | Belgique    | ?                 | 12/02/1985        | 2008-2009  | 23 (0)            | 6    | 4      | 0      |
| Georges Mouandjo        | Belgique    | ?                 | 29/08/1973        | 1999-2000  | 17 (0)            | 5    | 1      | 0      |
| Noureddine Moukrim      | Maroc       | Milieu de terrain | 16/02/1966        | 1989-1996  | 75 (0)            | 12   | 5      | 1      |
| Karim Moussa            | Belgique    | ?                 | 15/03/1973        | 1991-1992  | 5 (0)             | 0    | 0      | 0      |
| Nazaire Mudeyi-Uwase    | Belgique    | ?                 | 30/06/1975        | 1998-1999  | 11 (0)            | 0    | 0      | 0      |
| Olivier Mununga         | Belgique    | ?                 | 6/06/1982         | 2000-2010  | 65 (0)            | 0    | 22     | 1      |

## N
| Joueur             | Nationalité | Position          | Date de naissance | Période(s) | Matches (dont D1) | Buts | Jaunes | Rouges |
| ------------------ | ----------- | ----------------- | ----------------- | ---------- | ----------------- | ---- | ------ | ------ |
| Velimir Naumović   | Yougoslavie | Milieu de terrain | 19/03/1936        | 1971-1972  | 0 (0)             | 0    | 0      | 0      |
| Mamour Ndao        | Belgique    | ?                 | 13/01/1991        | 2012-...   | 0 (0)             | 0    | 0      | 0      |
| Paulin Ndolimana   | Belgique    | ?                 | 3/03/1992         | 2012-...   | 0 (0)             | 0    | 0      | 0      |
| André Ngangue      | Belgique    | ?                 | 7/07/1984         | 2008-2009  | 24 (0)            | 5    | 1      | 0      |
| Michel Ngonge      | Zaïre       | Attaquant         | 10/01/1967        | 1983-1989  | 30 (5)            | 6    | 3      | 0      |
| Christophe Nickels | Belgique    | ?                 | 3/10/1979         | 1997-1998  | 3 (0)             | 0    | 0      | 0      |

## O
| Joueur       | Nationalité | Position | Date de naissance | Période(s) | Matches (dont D1) | Buts | Jaunes | Rouges |
| ------------ | ----------- | -------- | ----------------- | ---------- | ----------------- | ---- | ------ | ------ |
| Raoul Oger   | Belgique    | ?        | 17/08/1944        | 1965-1968  | 0 (0)             | 0    | 0      | 0      |
| Ange Oueifio | Belgique    | ?        | 29/03/1976        | 1997-1998  | 9 (0)             | 0    | 1      | 1      |

## P
| Joueur              | Nationalité | Position          | Date de naissance | Période(s) | Matches (dont D1) | Buts | Jaunes | Rouges |
| ------------------- | ----------- | ----------------- | ----------------- | ---------- | ----------------- | ---- | ------ | ------ |
| Erwin Palmers       | Belgique    | ?                 | 28/03/1968        | 1996-1998  | 42 (0)            | 7    | 6      | 2      |
| Vincent Paquet      | Belgique    | ?                 | 23/03/1981        | 1997-1999  | 39 (0)            | 5    | 0      | 0      |
| Derek Parlane       | Belgique    | ?                 | 5/05/1953         | 1986-1987  | 2 (2)             | 0    | 0      | 0      |
| Vincent Pauwels     | Belgique    | ?                 | 2/11/1975         | 1998-1999  | 0 (0)             | 0    | 0      | 0      |
| Joseph Peeters      | Belgique    | ?                 | 26/10/1957        | 1976-1977  | 0 (0)             | 0    | 0      | 0      |
| Steve Peyronnet     | Belgique    | ?                 | 13/10/1985        | 2008-2009  | 10 (0)            | 1    | 0      | 0      |
| Frédéric Pierre     | Belgique    | Milieu de terrain | 23/02/1974        | 1990-1992  | 35 (0)            | 8    | 3      | 0      |
| Geoffrey Pierre     | Belgique    | ?                 | 8/04/1972         | 1995-1996  | 21 (0)            | 0    | 2      | 0      |
| Jérémie Pierre      | Belgique    | ?                 | 20/01/1987        | 2008-2010  | 43 (0)            | 3    | 4      | 0      |
| Louis Pilot         | Luxembourg  | Milieu de terrain | 11/11/1940        | 1977-1978  | 0 (0)             | 0    | 0      | 0      |
| Félicien Piret      | Belgique    | ?                 | 29/12/1944        | 1974-1978  | 0 (0)             | 0    | 0      | 0      |
| François Pomini     | Belgique    | ?                 | 19/01/1953        | 1984-1986  | 25 (0)            | 6    | 0      | 0      |
| François Portael    | Belgique    | ?                 | 13/07/1958        | 1976-1977  | 0 (0)             | 0    | 0      | 0      |
| Jérôme Potvin       | Belgique    | ?                 | 13/11/1988        | 2008-2009  | 0 (0)             | 0    | 0      | 0      |
| Frédéric Prégaldien | Belgique    | ?                 | 19/01/1975        | 1991-1998  | 46 (0)            | 3    | 4      | 0      |

## R
| Joueur                  | Nationalité | Position          | Date de naissance | Période(s)           | Matches (dont D1) | Buts | Jaunes | Rouges |
| ----------------------- | ----------- | ----------------- | ----------------- | -------------------- | ----------------- | ---- | ------ | ------ |
| Paul Rassaert           | Belgique    | ?                 | 10/05/1949        | 1978-1979            | 0 (0)             | 0    | 0      | 0      |
| Samuel Rémy             | Belgique    | Milieu de terrain | 23/10/1973        | 1988-1990            | 2 (0)             | 0    | 0      | 0      |
| José Ramon Rey Freire   | Belgique    | ?                 | 6/09/1961         | 1978-1981            | 0 (0)             | 0    | 0      | 0      |
| Arnold Rijsenburg       | Pays-Bas    | ?                 | 2/02/1968         | 1992-1996, 1998-2001 | 175 (0)           | 22   | 7      | 1      |
| Nicolas Rodrigues-Calvo | Belgique    | ?                 | 14/04/1990        | 2012-...             | 0 (0)             | 0    | 0      | 0      |
| Olivier Roels           | Belgique    | ?                 | 16/12/1986        | 2008-2009            | 13 (0)            | 0    | 0      | 0      |
| Marc Rommes             | Belgique    | ?                 | 26/01/1953        | 1974-1975            | 0 (0)             | 0    | 0      | 0      |
| Nicolas Rousseau        | Belgique    | ?                 | 12/01/1992        | 2012-...             | 0 (0)             | 0    | 0      | 0      |

## S
| Joueur                   | Nationalité | Position       | Date de naissance | Période(s) | Matches (dont D1) | Buts | Jaunes | Rouges |
| ------------------------ | ----------- | -------------- | ----------------- | ---------- | ----------------- | ---- | ------ | ------ |
| Alexis Sakalis           | Belgique    | Gardien de but | 30/01/1980        | 2002-2003  | 0 (0)             | 0    | 0      | 0      |
| Jose-Marie Salumu-Ongelo | Belgique    | ?              | 11/11/1987        | 2012-...   | 0 (0)             | 0    | 0      | 0      |
| Christian Schaekels      | Belgique    | ?              | 26/09/1969        | 1998-1999  | 8 (0)             | 0    | 2      | 0      |
| Yvan Schils              | Belgique    | ?              | 26/08/1952        | 1977-1978  | 0 (0)             | 0    | 0      | 0      |
| Hans Schoning            | Belgique    | ?              | 3/11/1945         | 1979-1980  | 0 (0)             | 0    | 0      | 0      |
| Marc Schraepen           | Belgique    | ?              | 5/08/1969         | 1990-1992  | 10 (0)            | 0    | 3      | 1      |
| Gerald Sciamanna         | Belgique    | ?              | 27/08/1975        | 1995-1996  | 1 (0)             | 0    | 0      | 0      |
| Jonathan Selemani        | Belgique    | ?              | 27/07/1990        | 2009-2010  | 2 (0)             | 0    | 0      | 0      |
| William Selleslagh       | Belgique    | ?              | 7/02/1952         | 1980-1981  | 0 (0)             | 0    | 0      | 0      |
| Jonathan Seront          | Belgique    | ?              | 10/12/1980        | 1997-1998  | 4 (0)             | 0    | 0      | 0      |
| Arnaud Serste            | Belgique    | ?              | 9/05/1982         | 2000-2002  | 2 (0)             | 0    | 1      | 0      |
| Christian Servais        | Belgique    | ?              | 30/08/1979        | 1997-2000  | 53 (0)            | 6    | 1      | 0      |
| Christian Servais        | Belgique    | ?              | 30/08/1979        | 2008-2009  | 22 (0)            | 6    | 4      | 1      |
| Giovanni Signoriello     | Belgique    | ?              | 29/07/1969        | 1986-1987  | 0 (0)             | 0    | 0      | 0      |
| Serge Silkin             | Belgique    | ?              | 2/03/1961         | 1991-1992  | 13 (0)            | 0    | 3      | 0      |
| Zeljko Simicic           | Belgique    | ?              | 29/05/1966        | 1991-1992  | 6 (0)             | 0    | 0      | 0      |
| Quentin S'Jongers        | Belgique    | ?              | 21/02/1989        | 2008-...   | 15 (0)            | 0    | 0      | 0      |
| Éric Slosse              | Belgique    | ?              | 20/09/1969        | 1988-1994  | 79 (0)            | 3    | 11     | 1      |
| Wesley Socquet           | Belgique    | ?              | 25/02/1977        | 1992-2000  | 13 (0)            | 0    | 1      | 0      |
| Christophe Splingaire    | Belgique    | ?              | 28/08/1980        | 1997-2001  | 12 (0)            | 0    | 0      | 1      |
| Julien Sporgitas         | Belgique    | ?              | 13/02/1979        | 2001-2002  | 1 (0)             | 0    | 0      | 0      |
| Xavier Stengele          | Belgique    | ?              | 17/06/1980        | 1999-2002  | 13 (0)            | 2    | 1      | 0      |
| Alex Stincheddu          | Belgique    | ?              | 30/01/1978        | 2000-2003  | 49 (0)            | 2    | 7      | 1      |
| Ignace Suply             | Belgique    | ?              | 24/08/1963        | 1992-1994  | 20 (0)            | 7    | 3      | 0      |

## T
| Joueur                   | Nationalité | Position | Date de naissance | Période(s) | Matches (dont D1) | Buts | Jaunes | Rouges |
| ------------------------ | ----------- | -------- | ----------------- | ---------- | ----------------- | ---- | ------ | ------ |
| Christophe Tabard        | Belgique    | ?        | 8/04/1984         | 2008-2009  | 22 (0)            | 1    | 1      | 0      |
| Serge Takacs             | Belgique    | ?        | 2/11/1962         | 1992-1994  | 57 (0)            | 7    | 5      | 0      |
| Emmanuel Tetteh          | Belgique    | ?        | 25/12/1974        | 1993-1994  | 29 (0)            | 11   | 0      | 0      |
| Peter Thijs              | Belgique    | ?        | 10/04/1964        | 1994-1995  | 10 (0)            | 0    | 0      | 0      |
| Benjamin Thomas          | Belgique    | ?        | 9/08/1982         | 2001-2003  | 34 (0)            | 2    | 7      | 1      |
| Mathieu Tilman           | Belgique    | ?        | 28/08/1978        | 1997-2000  | 33 (0)            | 1    | 1      | 0      |
| Marc Torsin              | Belgique    | ?        | 24/05/1958        | 1980-1982  | 0 (0)             | 0    | 0      | 0      |
| Tyl Tortelboom           | Belgique    | ?        | 2/03/1974         | 1996-1997  | 27 (0)            | 5    | 1      | 0      |
| Amaury Toussaint         | Belgique    | ?        | 26/08/1976        | 2000-2003  | 88 (0)            | 23   | 5      | 0      |
| Serge Tshimanga Muanbila | Belgique    | ?        | 23/08/1969        | 1989-2002  | 268 (0)           | 27   | 40     | 5      |

## U
| Joueur            | Nationalité | Position | Date de naissance | Période(s) | Matches (dont D1) | Buts | Jaunes | Rouges |
| ----------------- | ----------- | -------- | ----------------- | ---------- | ----------------- | ---- | ------ | ------ |
| Lawrence Ukaegbu  | Belgique    | ?        | 15/09/1972        | 1990-1991  | 8 (0)             | 0    | 2      | 0      |
| Daniel Uytdenhoef | Belgique    | ?        | 13/10/1969        | 1988-2009  | 79 (0)            | 0    | 5      | 1      |

## V
| Joueur                    | Nationalité | Position       | Date de naissance | Période(s) | Matches (dont D1) | Buts | Jaunes | Rouges |
| ------------------------- | ----------- | -------------- | ----------------- | ---------- | ----------------- | ---- | ------ | ------ |
| Christophe Van Beneden    | Belgique    | ?              | 27/12/1977        | 2002-2010  | 75 (0)            | 4    | 17     | 1      |
| Charles Van Campenhout    | Belgique    | ?              | ?                 | 1964-1967  | 0 (0)             | 0    | 0      | 0      |
| Pascal Van Der Mynsbrugge | Belgique    | ?              | 23/09/1966        | 1984-1986  | 0 (0)             | 0    | 0      | 0      |
| Martin Van Duren          | Belgique    | ?              | 27/10/1964        | 1984-1986  | 17 (0)            | 14   | 0      | 0      |
| François Van Houwe        | Belgique    | ?              | 23/12/1951        | 1977-1978  | 0 (0)             | 0    | 0      | 0      |
| Patrick Van Hove          | Belgique    | ?              | 25/01/1957        | 1978-1979  | 0 (0)             | 0    | 0      | 0      |
| Thomas Van Loock          | Belgique    | ?              | 2/06/1984         | 2002-2003  | 6 (0)             | 0    | 1      | 0      |
| Henry Van Malder          | Belgique    | ?              | 22/09/1959        | 1977-1979  | 0 (0)             | 0    | 0      | 0      |
| Jean-Pierre Van Malder    | Belgique    | ?              | 23/06/1958        | 1975-1980  | 0 (0)             | 0    | 0      | 0      |
| Albert Van Marcke         | Belgique    | ?              | 20/02/1951        | 1978-1985  | 0 (0)             | 10   | 0      | 0      |
| Bruno Van Wemmel          | Belgique    | ?              | 4/11/1965         | 1994-1995  | 29 (0)            | 8    | 2      | 0      |
| Robert Van Wunsel         | Belgique    | ?              | 18/04/1960        | 1983-1984  | 0 (0)             | 0    | 0      | 0      |
| Frédéric Vandamme         | Belgique    | ?              | 12/07/1976        | 1999-2003  | 100 (0)           | 17   | 8      | 0      |
| Marc Vandeneynde          | Belgique    | ?              | 29/05/1957        | 1979-1981  | 0 (0)             | 0    | 0      | 0      |
| Richard Vanderhulst       | Belgique    | ?              | 12/02/1965        | 1986-1988  | 0 (0)             | 0    | 0      | 0      |
| Patrice Vandermeulen      | Belgique    | ?              | 21/03/1969        | 1990-1991  | 15 (0)            | 1    | 2      | 0      |
| René Vanderwilt           | Belgique    | ?              | 23/05/1934        | 1965-1967  | 0 (0)             | 0    | 0      | 0      |
| Bart Vanmarsenille        | Belgique    | ?              | 29/03/1972        | 1997-1998  | 14 (0)            | 2    | 4      | 0      |
| Benny Vanreyt             | Belgique    | Gardien de but | 3/04/1965         | 1993-1996  | 46 (0)            | 0    | 0      | 1      |
| Giuseppe Varrichio        | Belgique    | ?              | 31/05/1966        | 1990-1995  | 51 (0)            | 6    | 6      | 1      |
| Dirk Vekeman              | Belgique    | ?              | 25/09/1960        | 1987-1988  | 0 (0)             | 0    | 0      | 0      |
| Marc Verbelen             | Belgique    | ?              | 13/08/1962        | 1979-1985  | 0 (0)             | 0    | 0      | 0      |
| Mark Verbruggen           | Belgique    | ?              | 22/06/1959        | 1984-1988  | 53 (25)           | 1    | 4      | 1      |
| Jozef Verdickt            | Belgique    | ?              | 19/03/1954        | 1976-1977  | 0 (0)             | 0    | 0      | 0      |
| Tom Verlinden             | Belgique    | ?              | 31/08/1969        | 1988-1990  | 11 (0)            | 0    | 1      | 0      |
| Fernand Vermoes           | Belgique    | ?              | ?                 | 1966-1967  | 0 (0)             | 0    | 0      | 0      |
| Olivier Verschoore        | Belgique    | ?              | 19/08/1973        | 1997-1998  | 18 (0)            | 0    | 6      | 0      |
| Jean-Marc Voets           | Belgique    | ?              | 3/07/1963         | 1979-1985  | 0 (0)             | 1    | 0      | 0      |
| Eric Voussure             | Belgique    | ?              | 27/11/1972        | 1992-1993  | 1 (0)             | 0    | 0      | 0      |
| Kevin Vrban               | Belgique    | ?              | 15/09/1987        | 2008-2010  | 4 (0)             | 0    | 0      | 1      |
| Logan Vrban               | Belgique    | ?              | 30/12/1993        | 2012-...   | 0 (0)             | 0    | 0      | 0      |
| Terry Vrban               | Belgique    | ?              | 28/02/1989        | 2008-2010  | 2 (0)             | 0    | 0      | 0      |

## W
| Joueur                | Nationalité | Position  | Date de naissance | Période(s) | Matches (dont D1) | Buts | Jaunes | Rouges |
| --------------------- | ----------- | --------- | ----------------- | ---------- | ----------------- | ---- | ------ | ------ |
| Victor Wégria         | Belgique    | Attaquant | 4/11/1936         | 1966-1967  | 0 (0)             | 0    | 0      | 0      |
| Denis Wenin           | Belgique    | ?         | 22/12/1988        | 2009-...   | 17 (0)            | 0    | 3      | 0      |
| Alain Westerlinck     | Belgique    | ?         | 13/06/1968        | 1995-1997  | 53 (0)            | 4    | 16     | 3      |
| Michel Wintacq        | Belgique    | Défenseur | 2/10/1955         | 1988-1991  | 71 (0)            | 2    | 15     | 1      |
| Jonathan Winterhalder | Belgique    | ?         | 8/03/1994         | 2012-...   | 0 (0)             | 0    | 0      | 0      |
| Didier Wittebole      | Belgique    | ?         | 22/11/1965        | 1990-1993  | 81 (0)            | 32   | 5      | 0      |
| Jean Wobos            | Belgique    | ?         | 2/10/1976         | 1997-1998  | 8 (0)             | 0    | 1      | 0      |
| Gérard Wouters        | Belgique    | ?         | 22/12/1980        | 1997-1998  | 4 (0)             | 0    | 0      | 0      |

## Y
| Joueur                 | Nationalité | Position | Date de naissance | Période(s) | Matches (dont D1) | Buts | Jaunes | Rouges |
| ---------------------- | ----------- | -------- | ----------------- | ---------- | ----------------- | ---- | ------ | ------ |
| Loulou Abel Yao Tebily | Belgique    | ?        | 25/06/1983        | 2012-...   | 0 (0)             | 0    | 0      | 0      |

## Z
| Joueur           | Nationalité | Position | Date de naissance | Période(s) | Matches (dont D1) | Buts | Jaunes | Rouges |
| ---------------- | ----------- | -------- | ----------------- | ---------- | ----------------- | ---- | ------ | ------ |
| Luciano Zgrablic | Belgique    | ?        | 20/09/1967        | 1991-1992  | 22 (0)            | 0    | 4      | 0      |